# Renate Götschl
Renate Götschl (Judenburg, Áustria, 6 de agosto de 1975) é uma esquiadora profissional austríaca. Foi três vezes campeã mundial, no combinado (1997), downhill (1999) e em equipes (2007), sendo que possuí um total de nove medalhas. Ela também ganhou duas medalhas olímpicas em 2002. 

## Resultados gerais
| Ano  | Disciplina   |
| ---- | ------------ |
| 1997 | Downhill     |
| 1999 | Downhill     |
| 2000 | Campeã geral |
| 2000 | Super-G      |
| 2000 | Combinado    |
| 2002 | Combinado    |
| 2004 | Downhill     |
| 2004 | Super-G      |
| 2005 | Downhill     |
| 2007 | Downhill     |
| 2007 | Super-G      |

## Vitórias em Copas do Mundo
- 1 vez no Slalom;
- 4 vezes no Combinado;
- 17 vezes no Super-G;
- 24 vezes no Downhill